# درد در ماهی

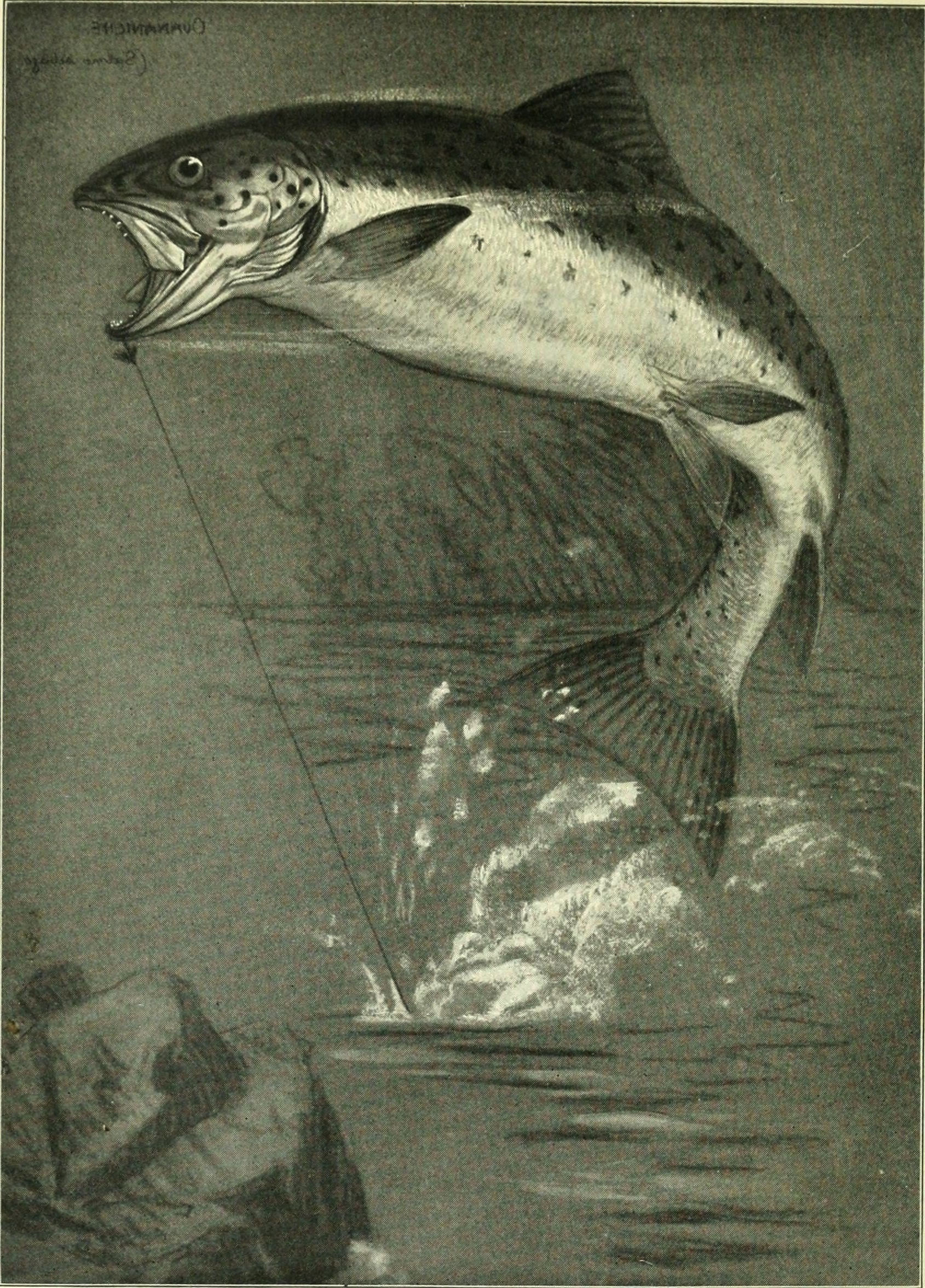
آیا می‌توان گفت که ماهیانی مانند این ماهی آزاد قلاب‌شده احساس درد می‌کنند یا خیر بحث‌برانگیز است.

اینکه آیا ماهی‌ها دردی شبیه به انسان یا متفاوت احساس می‌کنند، موضوعی بحث‌برانگیز است. درد یک حالت روانی پیچیده، با کیفیت ادراکی مشخص اما همراه با رنج، که یک حالت عاطفی است. به دلیل این پیچیدگی، وجود درد در یک جانور یا انسان دیگر را نمی‌توان با استفاده از روش‌های مشاهده‌ای بدون ابهام تعیین کرد، اما این نتیجه که جانوران درد را تجربه می‌کنند، اغلب بر اساس حضور احتمالی هوشیاری پدیده‌ای استنباط می‌شود. از فیزیولوژی مقایسه‌ای مغز و همچنین واکنش‌های فیزیکی و رفتاری.
در سده‌های ۲۰ و ۲۱ تحقیقات علمی زیادی در بارهٔ درد در جانوران غیرانسانی انجام شد.

#### پستانداران
در سال ۲۰۰۱ مطالعاتی منتشر شد که نشان می‌داد موش‌های مبتلا به آرتروز مواد مخدر ضددرد را خودشان انتخاب می‌کنند. در سال ۲۰۱۴، مجله دامپزشکی Small Animal Practice مقاله‌ای در بارهٔ تشخیص درد منتشر کرد که شروع شد – «توانایی تجربه درد در همه پستانداران مشترک است…» و در سال ۲۰۱۵ در مجله علمی Pain گزارش شد، که چندین گونه پستاندار (موش، موش، خرگوش، گربه و اسب) در پاسخ به یک محرک زیان‌آور که با بیان درد در انسان همخوانی دارد، حالت چهره را اتخاذ می‌کنند.

#### پرندگان
هم‌زمان با تحقیقات روی موش‌های مبتلا به آرتریت، مطالعاتی منتشر شد که نشان می‌دهد پرندگانی که ناهنجاری‌های راه رفتن دارند، یک رژیم غذایی دارای کارپروفن، یک مسکن انسانی را انتخاب می‌کنند. در سال ۲۰۰۵، نوشته شد: «درد پرندگان احتمالاً مشابه درد اغلب پستانداران است» و در سال ۲۰۱۴، «... پذیرفته شده‌است که پرندگان محرک‌های زیان‌آور را درک کرده و به آنها پاسخ می‌دهند و پرندگان درد را احساس می‌کنند»

#### خزندگان و دوزیستان
مقالات دامپزشکی منتشر شده‌است که نشان می‌دهد هم خزندگان و هم دوزیستان درد را به روشی مشابه انسان تجربه می‌کنند، و اینکه مُسَکن‌ها در این دو دسته از مهره‌داران مؤثر هستند.

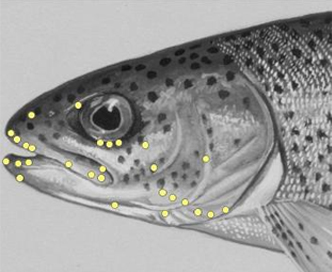
قزل‌آلای رنگین‌کمان دارای دریافتگر درد روی چهره، چشم‌ها، پوزه و دیگر نواحی بدن است.

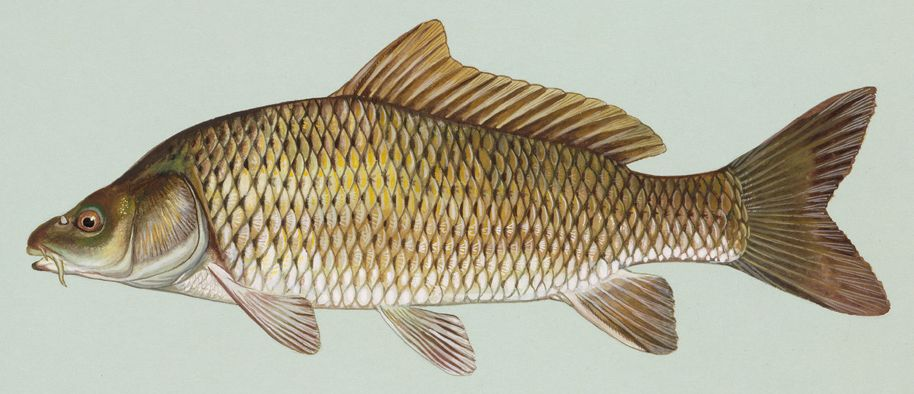
کپور معمولی تحریک‌شده به‌طور زیان‌آور رفتار سنگ‌شدگی غیرعادی از خود نشان می‌دهد و لب‌های خود را به دیواره مخزن می‌مالد.